# غادفة ريهمانية
غادفة ريهمانية (الاسم العلمي: Diaptomus rehmanni) هي نوع من القشريات تتبع جنس الغادفة من فصيلة الغادفات.